# O Trabalho
O Trabalho é o mais antigo jornal da imprensa operária ainda em circulação no Brasil, editado sem interrupções desde 1978, foi a principal voz dos trotskystas brasileiros durante o período final da ditadura militar brasileira.
Desde sua primeira edição é um jornal auto-sustentado, ou seja, é mantido pela contribuição dos próprios trabalhadores, mantendo o princípio de independência financeira diante da classe capitalista. O jornal O Trabalho é órgão de imprensa da Corrente O Trabalho do PT, Seção Brasileira da Quarta Internacional, formada por militantes trotskistas que rejeitaram a política do "entrismo sui generis" aplicada por Michel Pablo a partir de 1953 nas seções da IV Internacional.
Seu principal dirigente é o economista Markus Sokol, que na época da luta armada integrou a Vanguarda Armada Revolucionária – Palmares (VAR – Palmares).

## Origem
Em novembro de 1976, ocorreu uma reunião na cidade de Praia Grande/SP na qual foi decidida a fusão entre a Fração Bolchevique-Trotskista, a Organização de Mobilização Operária (OMO) e o Grupo Outubro. Dessa fusão surgiu a Organização Marxista Brasileira (OMB). Posteriormente a OMB fundiu-se com a Organização Comunista 1° de Maio, o que deu origem à Organização Socialista Internacionalista (OSI).
No final dos anos 70, várias organizações que reivindicavam o legado trotskismo no Brasil uniram-se ao Comitê Internacional pela Reconstrução da Quarta Internacional - CORQUI, que tinha como um de seus principais dirigentes Pierre Lambert. Da unificação desses grupos surgiu a Organização Socialista Internacionalista - OSI, que em 1981 ingressou no Partido dos Trabalhadores. A Organização Socialista Internacionalista - OSI então tornou-se uma corrente interna ao PT, adotando o nome do seu periódico, O Trabalho.
O jornal circulou pela primeira vez no dia 1º de maio de 1978, durante o período da ditadura militar brasileira, e teve como editor o jornalista Paulo Moreira Leite. Grande parte de seu relativo prestígio na esquerda brasileira dava-se por suas ligações com a corrente estudantil "Liberdade e Luta", conhecida como "Libelu", que ficou muito conhecida por ser uma das primeiras organizações a levantar a palavra de ordem "Abaixo a Ditadura".
Durante a Ditadura Militar o jornal foi perseguido pelo Serviço Nacional de Informações por seu posicionamento anti-racista.

## Unificação com aConvergência Socialista
No início dos anos 80, logo depois que a OSI ingressou no PT (após um curto período de vacilação), houve uma tentativa frustrada de unificação com a Convergência Socialista, atualmente PSTU. O fracasso dessa tentativa é até hoje motivo de polêmica entre os dois grupos; os "morenistas" (como se intitulam os membros do PSTU) afirmam que a organização francesa ligada a O Trabalho (OCI), havia "capitulado" ao recém eleito governo de François Mitterrand na França, da coalizão PS/PCF. Já os partidários de Pierre Lambert negam qualquer "capitulação", afirmando que os "morenistas" têm uma compreensão equivocada da política de Frente Única, elaborada por Lênin e Trotsky no terceiro Congresso da Internacional Comunista. Essas diferenças afastaram os dois grupos até os dias de hoje, como expressam a permanência de O Trabalho na Central Única dos Trabalhadores e no Partido dos Trabalhadores e a criação da CONLUTAS pelo PSTU.

## Dissolução no Partido dos Trabalhadores
Em 1986 uma forte crise atingiu O Trabalho. A maioria de sua direção à época, que tinha como seu principal expoente Luis Favre (político franco-argentino que permanece no PT), contrariando as orientações internacionais, decidiu se dissolver no interior da tendência Articulação do PT (da qual faziam parte Lula, José Dirceu e as principais lideranças do PT e da CUT) e não mais editar o jornal. Um importante grupo, particularmente em São Paulo, conseguiu manter a continuidade do jornal e da organização, que perdeu muitos militantes.

## Cisões
Dentre as cisões dessa organização, merecem destaque:
- a de 1980, que deu origem à “Causa Operária”;
- a de 1987, na qual saíram militantes como: Luiz Favre, Glauco Arbix, Clara Ant e Antônio Palocci;
- a liderada por Heitor Cláudio que daria origem ao grupo “Combate Pelo Socialismo” que tem como referência internacional Stéphane Just;
- de 2006, que deu origem à “Esquerda Marxista”, liderada por Serge Goulart[4].

## Arquivo histórico
Parte do arquivo histórico do grupo encontra-se disponível para pesquisa no Centro Sérgio Buarque de Holanda da Fundação Perseu Abramo.